# Сахараза
Сахара́зы (инвертаза) — это обширная группа гликозил-гидролаз, способных расщеплять молекулы сахарозы на глюкозу и фруктозу. Часто имеют более широкую субстратную специфичность. В зависимости от узнаваемой в молекуле субстрата группы сахаразы подразделяют на β-фруктозидазы и α-глюкозидазы. Сахараза синтезируется поджелудочной железой и слизистой тонкого кишечника.
Сахараза (β-фруктофуранозидаза, сахараза) - ферментный препарат, который катализирует гидролиз (разрушение) дисахарида сахарозы на моносахариды - глюкозу и фруктозу.
Ферментный препарат сахараза -  производится в результате направленной глубинной ферментации штамма Penicllium canescens с последующим отделением фермента от штамма продуцента, очисткой и концентрированием.
| Жидкость                                                                       | Порошок                                                   |
| ------------------------------------------------------------------------------ | --------------------------------------------------------- |
| Активность 10000 ед/мл                                                         | Активность 50000 ед/г                                     |
| Внешний вид: Густая подвижная жидкость от жёлтого до светло-коричневого цвета. | Внешний вид: Порошок жёлтого или жёлто-коричневого цвета. |
| Удельный вес: Не менее 1,15 г/мл.                                              | Влажность: Не более чем 15%                               |

## Характеристики
Фермент наиболее активен при температуре от 55°С до 60°С и рН от 4,5 до 5,0.

Способностью расщеплять сахарозу могут обладать следующие ферменты:
- инулиназа (К. Ф.3.2.1.7)
- изомальтаза (К. Ф.3.2.1.10)
- мальтаза (К. Ф.3.2.1.20)
- β-фруктозидаза (К. Ф.3.2.1.26)
- сахараза (К. Ф.3.2.1.48)
- левансахараза (К. Ф.2.4.1.10)